# Emir Spahić
Emir Spahić (hr [ěmir spǎxiːtɕ]; n. 18 august 1980) este un fost fotbalist profesionist bosniac care a jucat pe postul de fundaș central.
În timpul carierei sale el a jucat pentru echipe din Bosnia, Croația, Rusia, Franța, Spania și Germania.
A jucat pentru echipa națională din 2003 până în 2016 și a fost căpitanul echipei naționale a Bosniei și Herțegovinei din 2008 până la sfârșitul Campionatului Mondial din 2014.

## Cariera pe echipe
Pe parcursul carierei sale, Spahić a jucat pentru Zagreb, Șinnik Iaroslavl, Lokomotiv Moscova și Anji Mahacikala.
A jucat pentru Zagreb și Leverkusen în Liga Campionilor și cu Montpellier, Sevilla și Lokomotiv în Europa League.

### Montpellier
La 24 iunie 2009, Spahić a anunțat că va semna cu nou-promovata Montpellier în sezonul 2009-2010 de Ligue 1. În debutul său în ligă împotriva lui Paris Saint-Germain, a marcat un gol cu capul în minutul 94 într-un meci încheiat la egalitate, scor 1-1.

### Sevilla

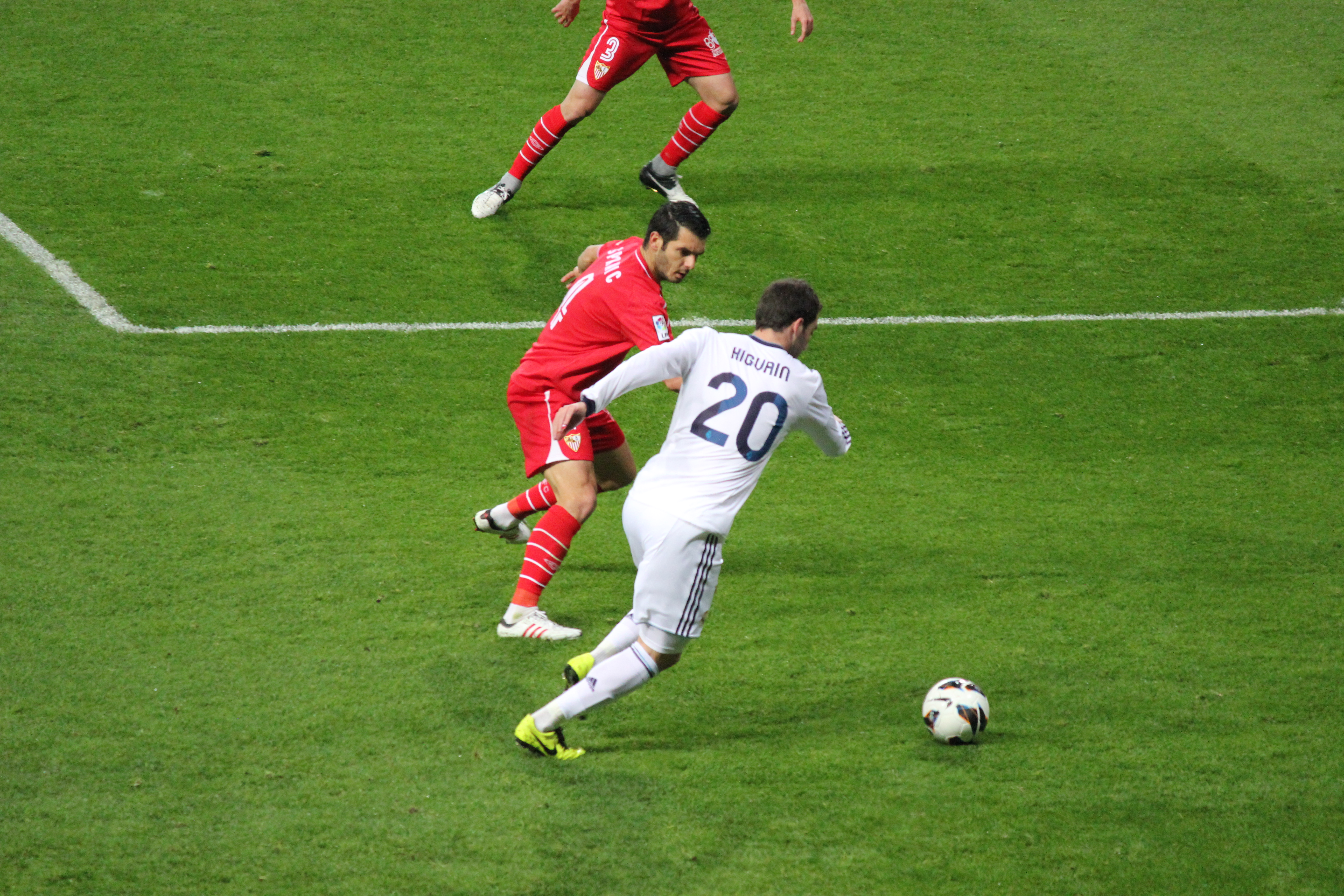
Spahic la Sevilla în martie 2013, apărându-se în fața lui Gonzalo Higuaín de la Real Madrid

La 4 iulie 2011, Spahić a fost transferat de Sevilla cu 2 milioane de euro, semnând un contract valabil până în iulie 2014. Coechipierul său de la națională, Miroslav Stevanović, s-a transferat, de asemenea, la Sevilla în ianuarie 2013, iar la sosirea sa la Aeroportul Internațional San Pablo a fost primit de Spahić. Spahić a marcat primul său gol pentru Sevilla pe 5 ianuarie 2013 într-o victorie scor 1-0 împotriva Osasunei.

### Anji Mahacikala

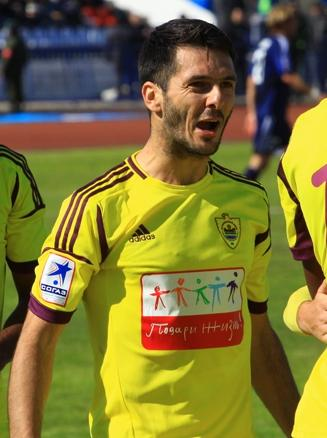
Spahic cu Anji Mahacikala în 2013

La 26 februarie 2013 Spahic a părăsit-o pe Sevilla, fiind împrumutat la Anji Mahacikala din Prima Ligă Rusă. A marcat primul său gol pentru club pe 14 aprilie 2013 împotriva Volgăi Nijni Novgorod.

### Bayer Leverkusen

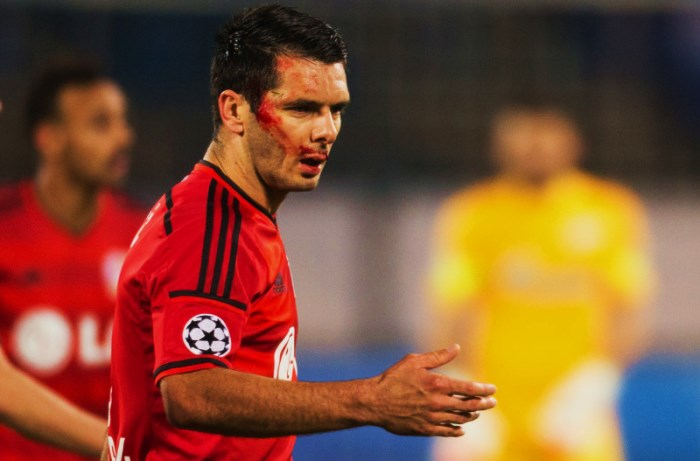
Spahic cu Bayer Leverkusen în noiembrie 2014

La 28 iunie 2013, Spahić a semnat cu Bayer Leverkusen din Bundesliga un contract pe doi ani. A provocat un penalty și a fost eliminat într-un meci de Liga Campionilor din 16 februarie 2014, când Paris Saint-Germain a învins-o pe Leverkusen cu 4-0. La 20 aprilie, a marcat primele două goluri pentru club într-o victorie cu 4-1 în fața lui 1. FC Nürnberg.
La 30 august 2014, Spahić, în vârstă de 34 de ani, a înscris un gol cu capul dintr-o lovitură liberă  ducând scorul la 2-2 într-un meci care s-a terminat 4-2 pentru Leverkusen împotriva lui Hertha BSC.
Spahic a fost eliminat pentru două cartonașe galbene într-o înfrângere acasă 4-5 împotriva lui VfL Wolfsburg la 14 februarie 2015; atunci când a fost eliminat scorul era de 1-4.
La 30 martie 2015, Spahić a fost numit cel mai bun fundaș din Europa (în fața lui Martín Demichelis de la Manchester City, Mats Hummels de la Borussia Dortmund, Chris Smalling de la Manchester United și Thiago Silva de la PSG) de către Centrul Internațional de Studii Sportive (CIES). Contractul lui Spahić a fost reziliat la 12 aprilie pentru că i-a dat un cap în figură unui steward, după ce a refuzat să-i permită prietenilor săi să intre în vestiare.

### Hamburger SV
La 5 iulie 2015, echipa Hamburger SV a confirmat transferul lui Spahić, semnând un contract de un an până în iunie 2016. El le-a mulțumit compatriotului și fostului jucător de la Hamburg, Serghei Barbarez, pentru facilitarea mutării și și-a exprimat recunoștința de a primi o a doua șansă după ce a fost dat afară de la Leverkusen. A rămas liber de contract pe 3 ianuarie 2017.

## Cariera internațională

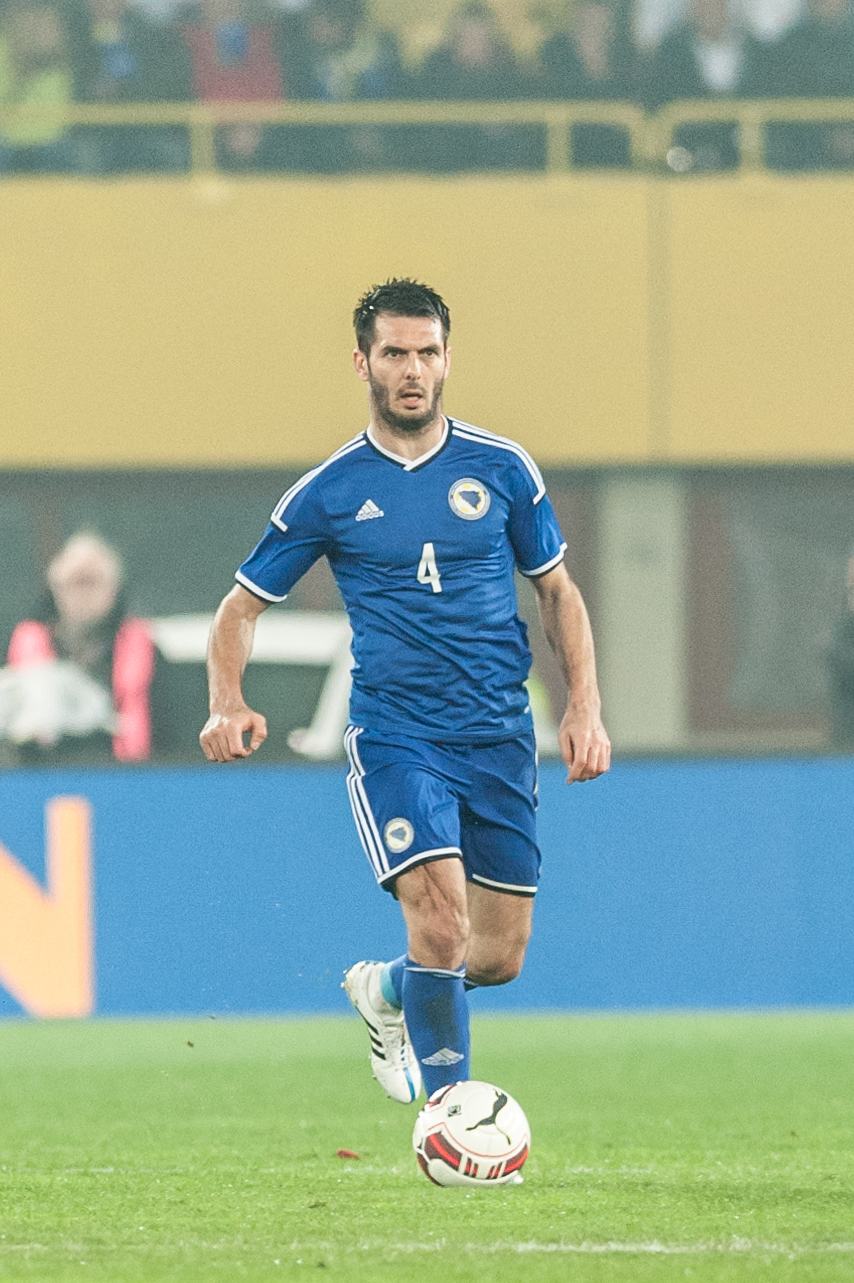
Spahić jucând pentru Bosnia și Herțegovina în 2015

Spahić a fost căpitanul echipei naționale a Bosniei și Herțegovinei înainte de a-și anunța  retragerea.
La 7 iunie 2003 a debutat intrând din postura de rezervă într-un meci cu România de pe Stadionul Ion Oblemenco din Craiova.
La 28 februarie 2006 a marcat primul său gol internațional, într-un meci amical împotriva Japoniei, jucat la Dortmund.
Încă de la debutul său a fost un component important al echipei naționale. I-a dat o pasă de gol lui Ermin Bičakčić într-un egal cu Slovacia de la Žilina în timpul calificărilor pentru Campionatul Mondial din 2014. Bosnia și Herțegovina a revenit de la 0-1 în acel meci pentru a câștiga cu 2-1, rămânând peste Grecia în clasament.
Spahic s-a retras din fotbalul internațional la 7 august 2014. După retragere, Bosnia a pierdut primul lor meci din calificările la Euro 2016 cu Cipru (clasată cu 121 de locuri în spatele Bosniei în clasamentul FIFA pentru august 2014), fără Spahić care l-a făcut pe selecționerul Safet Sušić să-l convingă să revină asupra deciziei pe 22 septembrie pentru meciurile împotriva Țării Galilor și Belgiei. În acel moment, fundașii centrali care erau titularii Bosniei la acea vreme erau accidentați sau nu au jucat pentru cluburile lor, ceea ce a determinat convocarea lui Spahić la națională. Din cauza unei accidentări, el a ratat aceste două meciuri și apoi a jucat împotriva Israelului pe 16 noiembrie, fiind integralist în primul său de când a jucat împotriva Iranului la Campionatul Mondial din 2014.
La 29 mai 2016, a marcat într-o înfrângere scor 3-1 cu Spania, în St. Gallen, Elveția, și a fost eliminat înainte de pauză pentru o altercație cu Cesc Fàbregas.

## Viața personală
Spahić este musulman. Familia din partea tatălui a lui Spahić este din Sandžak, iar mama sa este din Gacko. S-au întâlnit atunci când ambii lucrau în Dubrovnik. Emir are doi frați, cel mai mare fiind Nermin și cel mai mic Alen, care este de asemenea un jucător de fotbal. Spahic este un prim văr al cunoscutului jucător al echipei naționale a Bosniei, Edin Džeko.
Spahić este un mare iubitor al tenisului și a urmat meciurile live în Dubai, Barcelona, Montpellier și Paris.
Spahić este înscris la Universitatea din Sarajevo, specializarea sport și educație fizică.
În afară de bosniaca sa nativă, Spahić vorbește engleza, spaniola, franceza, germana și rusa la diferite grade de fluență.

## Statistici privind cariera

### Internațional
Din 28 mai 2018. 
| Echipa națională      | An    | Meciuri | Goluri |
| --------------------- | ----- | ------- | ------ |
| Bosnia si Hertegovina |       |         |        |
| 2003                  | 4     | 0       |        |
| 2004                  | 4     | 0       |        |
| 2005                  | 8     | 0       |        |
| 2006                  | 5     | 1       |        |
| 2007                  | 0     | 0       |        |
| 2008                  | 6     | 1       |        |
| 2009                  | 10    | 0       |        |
| 2010                  | 8     | 0       |        |
| 2011                  | 10    | 1       |        |
| 2012                  | 7     | 0       |        |
| 2013                  | 9     | 0       |        |
| 2014                  | 7     | 0       |        |
| 2015                  | 9     | 0       |        |
| 2016                  | 7     | 3       |        |
| 2017                  | 0     | 0       |        |
| 2018                  | 1     | 0       |        |
| Total                 | Total | 94      | 6      |

### Goluri internaționale
Rubrica scor arată scorul după marcarea golului de către Spahić.
| Gol | Dată              | Stadion                                     | Adversar   | Scor | Rezultat | Rezultat                                         |
| --- | ----------------- | ------------------------------------------- | ---------- | ---- | -------- | ------------------------------------------------ |
| 1.  | 28 februarie 2006 | Signal Iduna Park, Dortmund, Germania       | Japonia    | 2 -1 | 2-2      | Amical                                           |
| 2.  | 15 octombrie 2008 | Bilino Polje, Zenica, Bosnia și Herțegovina | Armenia    | 1 -0 | 4-1      | Calificările pentru Cupei Mondiale a FIFA        |
| 3.  | 15 noiembrie 2011 | Estádio da Luz, Lisabona, Portugalia        | Portugalia | 2 -3 | 2-6      | Play-off-urile de calificare la UEFA Euro 2012   |
| 4.  | 29 mai 2016       | AFG Arena, St. Gallen, Elveția              | Spania     | 1 -2 | 1-3      | Amical                                           |
| 5.  | 6 septembrie 2016 | Bilino Polje, Zenica, Bosnia și Herțegovina | Estonia    | 1 -0 | 5-0      | Calificările pentru Campionatul Mondial din 2018 |
| 6.  | 6 septembrie 2016 | Bilino Polje, Zenica, Bosnia și Herțegovina | Estonia    | 5 -0 | 5-0      | Calificările pentru Campionatul Mondial din 2018 |

## Titluri
Zagreb
- Prima Ligă de Fotbal a Croației: 2001-2002[37]

Lokomotiv Moscova
- Cupa Rusiei: 2006-2007[37]